# Huara antarctica
Espèce
Synonymes
- Gohia antarctica Berland, 1931

Huara antarctica est une espèce d'araignées aranéomorphes de la famille des Desidae.

## Distribution
Cette espèce est endémique des îles Auckland en Nouvelle-Zélande.

## Publication originale
- Berland, 1931 : Araignées des Iles Auckland et Campbell. Records of the Canterbury Museum, vol. 3, p. 357-365.